# Костел Непорочного Зачаття Пресвятої Діви Марії (Настасів)
Костел Непорочного Зачаття Пресвятої Діви Марії в Настасові — культова споруда, римо-католицький храм у селі Настасові Великоберезовицької громади Тернопільського району Тернопільської области України.

## Історія
Для польських переселенців Потоцькі збудували дерев'яний храм (душпастирську працю здійснювали спочатку домініканці, а потім єзуїти). У 1729 році С. Потоцький пожертвував кошти на забезпечення душпастирства в Настасові.
У 70-х роках XVIII століття після ліквідації австрійською владою ордену єзуїтів Настасів обслуговували дієцезійні священники.
У 1827—1830 роках було споруджено мурований костел, який освятили під титулом Непорочного Зачаття Пресвятої Діви Марії 31 травня 1830 року. У 1839 році архієпископ Францішек Піштек консервував костел під час візитації парафії. Від 40-х років XX століття по початок XXI ст. святиня була закрита.
Нині парафію обслуговують дієцезіальні священники парафії Небовзяття Пресвятої Діви Марії в Ридодубах.